# Тырва
Ты́рва (эст. Tõrva — смола) — город в уезде Валгамаа, Эстония. Административный центр волости Тырва. Недалеко от Тырва находится орденский замок Гельмет (Хелме). В советское время здесь располагалась Тырваская авиабаза.

## География и описание
Расположен в среднем течении реки Ыхне (в 38–34 километрах от устья), по обеим сторонам реки в слегка холмистой местности, в 24 км к югу от уездного центра — города Валга. Ландшафт сформирован лесистым хребтом (Тырваский Танцевальный холм) на левом берегу Ыхне на юге города, озером Рийска у Валгаского шоссе и озером Ванамыйза у северной границы города.
Высота над уровнем моря — 58 метров.
Климат умеренный. Официальный язык — эстонский. Почтовые индексы: 68604, 68605, 68606, 68607.

## Население
По данным переписи населения 2021 года, в городе проживали 2701 человек, из них 2643 (98,2 %) — эстонцы.
Численность населения города Тырва:
| Год  | 1922 | 1959   | 1970   | 1979   | 1989   | 2000   | 2011   | 2021   |
| ---- | ---- | ------ | ------ | ------ | ------ | ------ | ------ | ------ |
| Чел. | 1810 | ↗ 2579 | ↗ 2755 | ↗ 3157 | ↗ 3546 | ↘ 3210 | ↘ 2740 | ↘ 2701 |

## История

### Древняя история
Приход Хелме (в годы Российской империи — Гельмет-Вагенкюльский приход), к которому относился Тырва, считается самым старым приходом в Эстонии: первое письменное упоминание о нём относится предположительно к 1329 году.
На Танцевальном холме, расположенном на севере города, было найдено поселение эстов, считающееся центром деятельности древних людей во всей южной Сакала. В 1930 году учитель Тырваской гимназии Эрнст Каролин обнаружил на том же холме крепость, предположительно XII—XIII веков. Сейчас окрестности замка являются популярным местом проведения летних развлекательных мероприятий.

### 1834—1914 годы
Первые письменные упоминания Тырва относятся к 1834 году, по другим данным — к 1839 году (Törwa, трактир). Тогда на пересечении дорог Валга—Пярну—Тарту находился трактир. Первоначально это был деревянный дом, но после пожара 1890 года на его месте построили каменное здание. В настоящее время бывший трактир отреставрирован и считается одним из символов города.
В 1871 году Александр Оскар фон Штрик, владелец мызы Гельмет (Хелме) и деревни Паткюла, которому принадлежал лес, окружавший трактир, начал продавал земельные участки. Первые дома были возведены на пересечении нынешней улицы Вески (Мельничной), Вильяндиской и Тартуской улиц в 1875—1892 годах.
Рост поселения происходил параллельно с ростом крестьянского хозяйства. Местность вокруг трактира стала центром найма крестьян и пастухов для Хелмеских помещиков, помимо этого здесь регулярно проводились ярмарки. В 1890—1892 годах в Тырва было несколько десятков домов и поселение насчитывало 400 жителей; к 1909 году в Тырва уже было 150 домов и 1750 жителей.
В 1892 году было основано «Добровольное социальное общество Тырва», здания которого стали центрами социальной и культурной жизни в окрестностях города. В 1904 году было основано «Ссудно-сберегательное общество Хелме», которое стало одним из первых финансовых учреждений в Эстонии. В 1908 году было основано «Образовательное общество Хелме-Тырва», получившее от Художественно-вокальной компании 454 книги для библиотеки и 517 рублей. Август Кримм, глава церковно-приходской школы Хелме, и писатель Яак Парик были избраны первыми председателями Образовательного общества и хранителями книг. Библиотека открылась 20 декабря 1909 года.

### 1921—1944 годы
31 марта 1921 года Тырва получил статус посёлка, 2 июля 1926 года — статус города.
В 1940 году вошёл в состав СССР.
В ходе Второй мировой войны 7 июля 1941 года был оккупирован немецкими войсками. Освобождён 19 сентября 1944 года войсками 3-го Прибалтийского фронта в ходе Рижской операции:
- 67-я армия — 112-й стрелковый корпус (генерал-майор Соловьёв Филипп Яковлевич) в составе: 11-й стрелковой дивизии (полковник Шкель Владимир Иванович), 265-й стрелковой дивизии (полковник Андреев Фёдор Изотович)[11].

В ходе войны было разрушено почти полгорода.

## 1944—1991 годы
В 1950–1959 годах Тырва был центром был центром Тырваского района. В 1968 году с Тырва была объединена часть деревни Рообе.
В советский период в Тырва работали: цех Валгаского молочного комбината, цех Валгаской швейной фабрики ПО «Балтика», строительная контора Валгаских колхозов, цех Комбината бытового обслуживания «Валга», потребительский кооператив, больница, средняя и 8-классная школа (в 1975 году вместе — 739 учеников), дом культуры и две библиотеки (27 700 единиц хранения).

## Современность

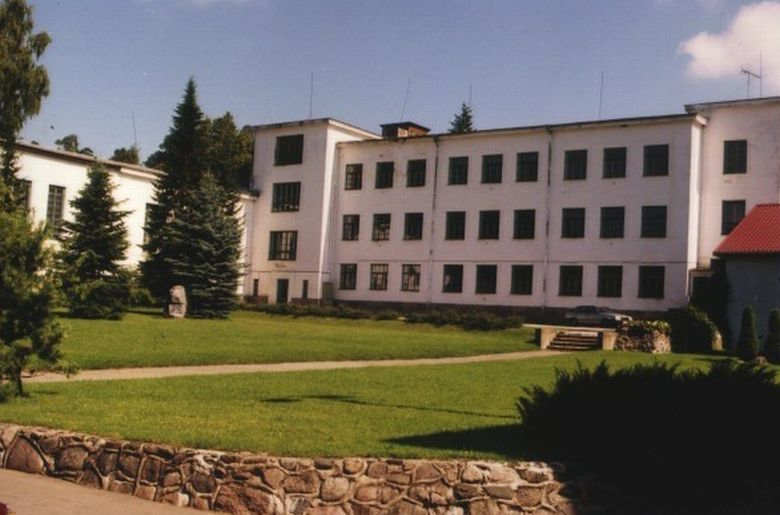
Гимназия

В настоящее время Тырва является центром экономической и культурной жизни западной части уезда Валгамаа и важной транспортной развязкой: через него идут дороги в сторону Валга, Пярну и Тарту.
Общее образование даёт Тырваская гимназия (основана в 1917 году как частная школа; в 2002/2003 учебном году в ней насчитывалось 714 учащихся, в 2009/2010 учебном году — 521 ученик). В 2003 году к гимназии была присоединена основная школа Паткюла (основана в 1767 году как домашняя школа мызы Оверлак (Паткюла) (нем. Owerlack); в 2002/2003 учебном году в ней обучалось 86 учеников). В Тырва есть два детских сада, музыкальная школа (69 учащихся), спортивный зал, дом культуры, городская библиотека, детская библиотека и молодёжный центр.
Медицинскую помощь можно получить у четырёх семейных врачей и в Тырваском центре здоровья, где работают специалисты и бригада скорой помощи. В городе есть больница по уходу (20 мест); социальный отдел города предлагает услуги по уходу на дому, в доме престарелых, а также услуги бесплатной столовой.
В Тырва действуют два церковных прихода: Хелмеский приход Эстонской евангелическо-лютеранской церкви и Тырваский приход Иммануила. Первому приходу принадлежит бывший молельный дом прихода Хельме и церковно-камерный зал, восстановленный из здания бывшей православной церкви. Второму приходу принадлежит перестроенный из жилого дома миссионерский дом. К северо-западу от города расположено кладбище Хелме.

## Галерея

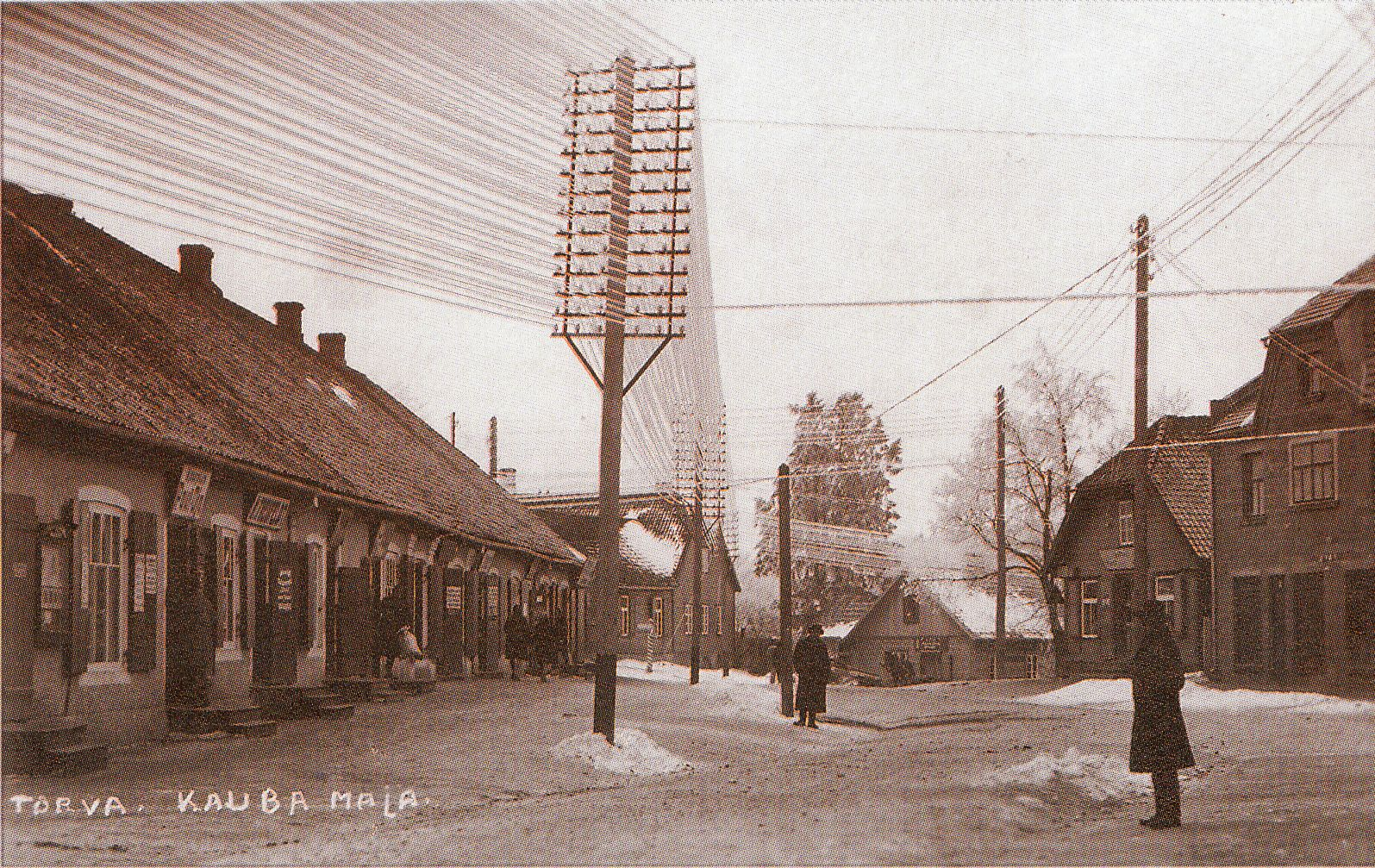
Центр Тырва в 1928 году
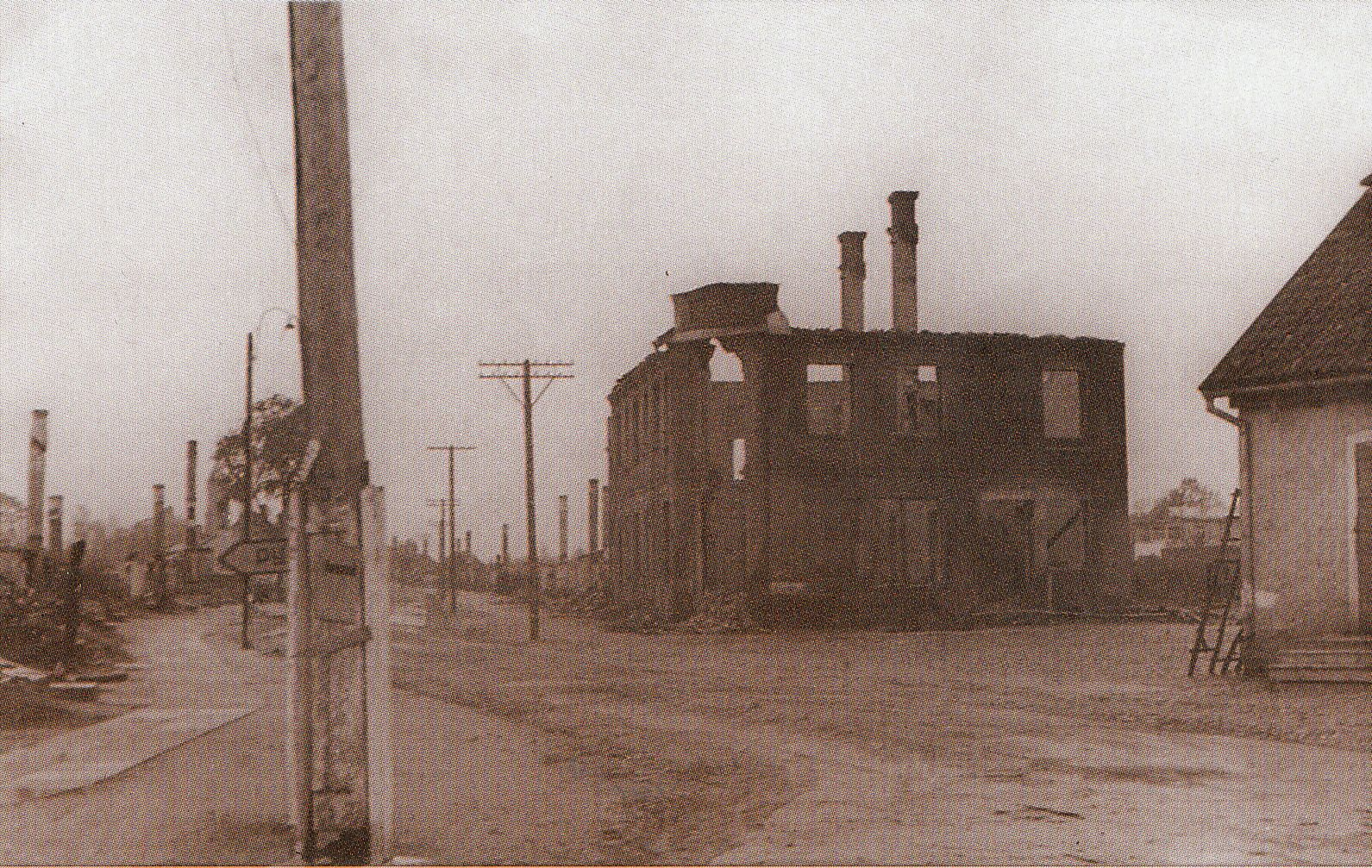
Тырва в 1944 году
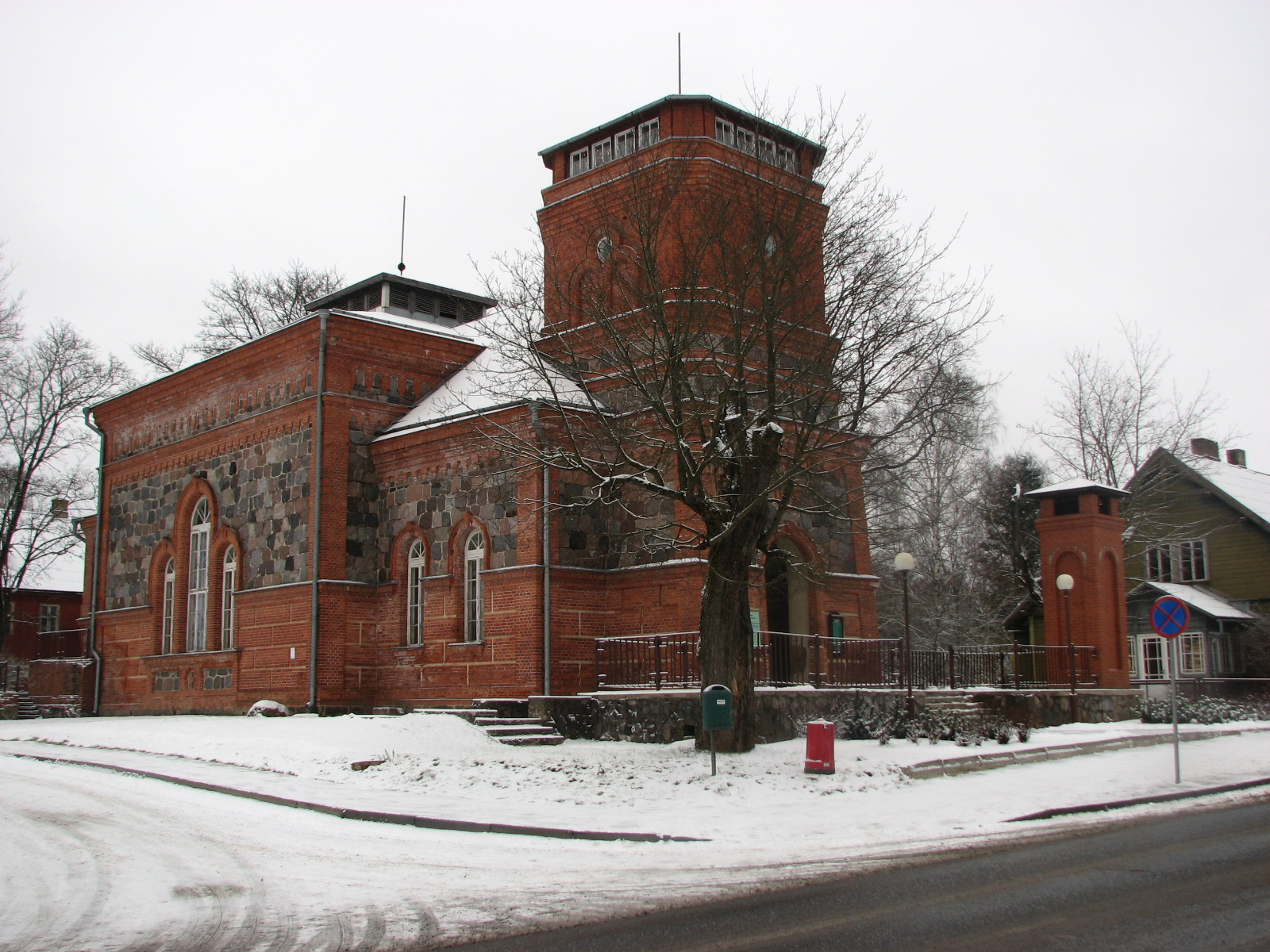
Тырваская церковь
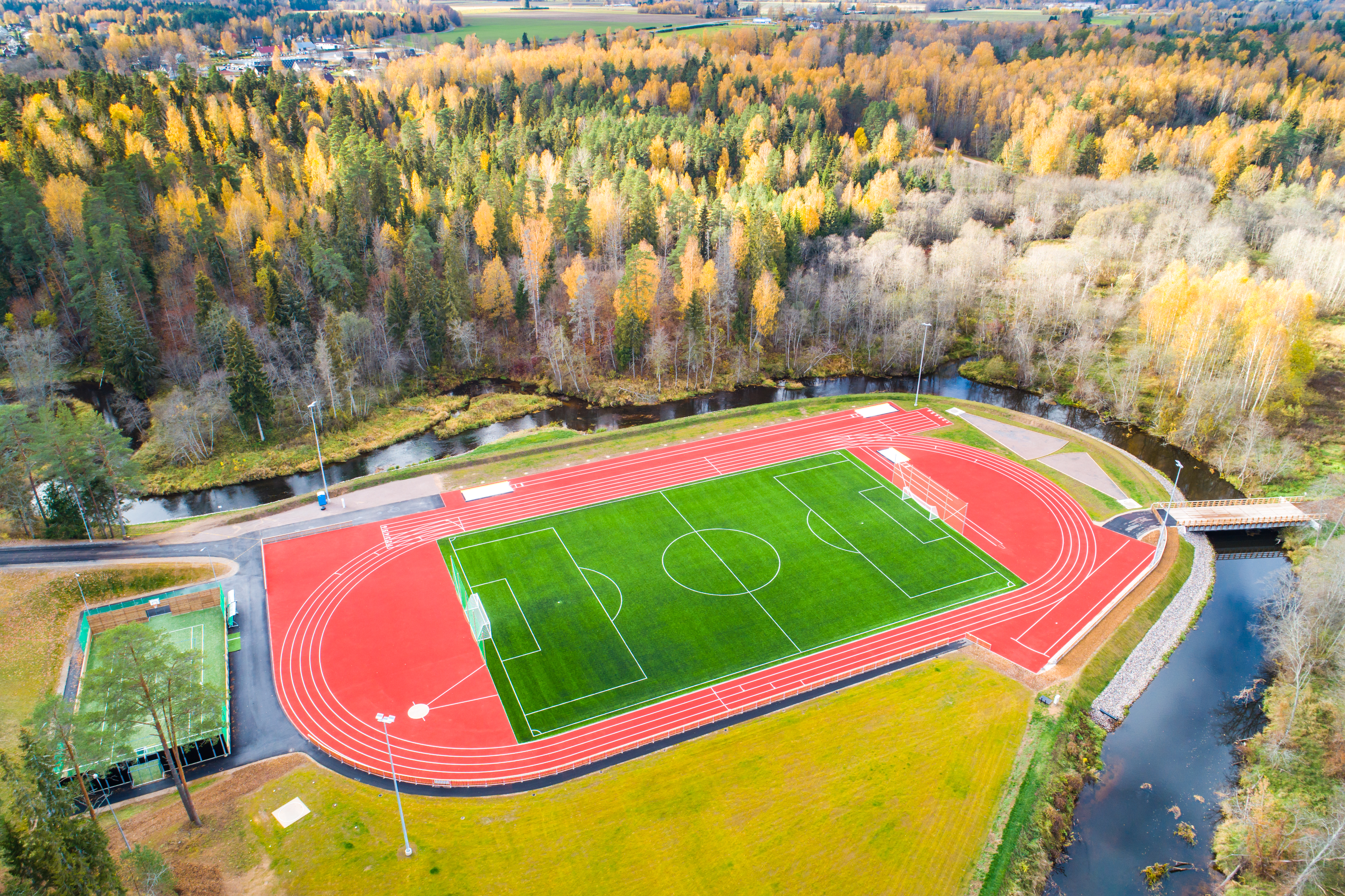
Тырваский стадион
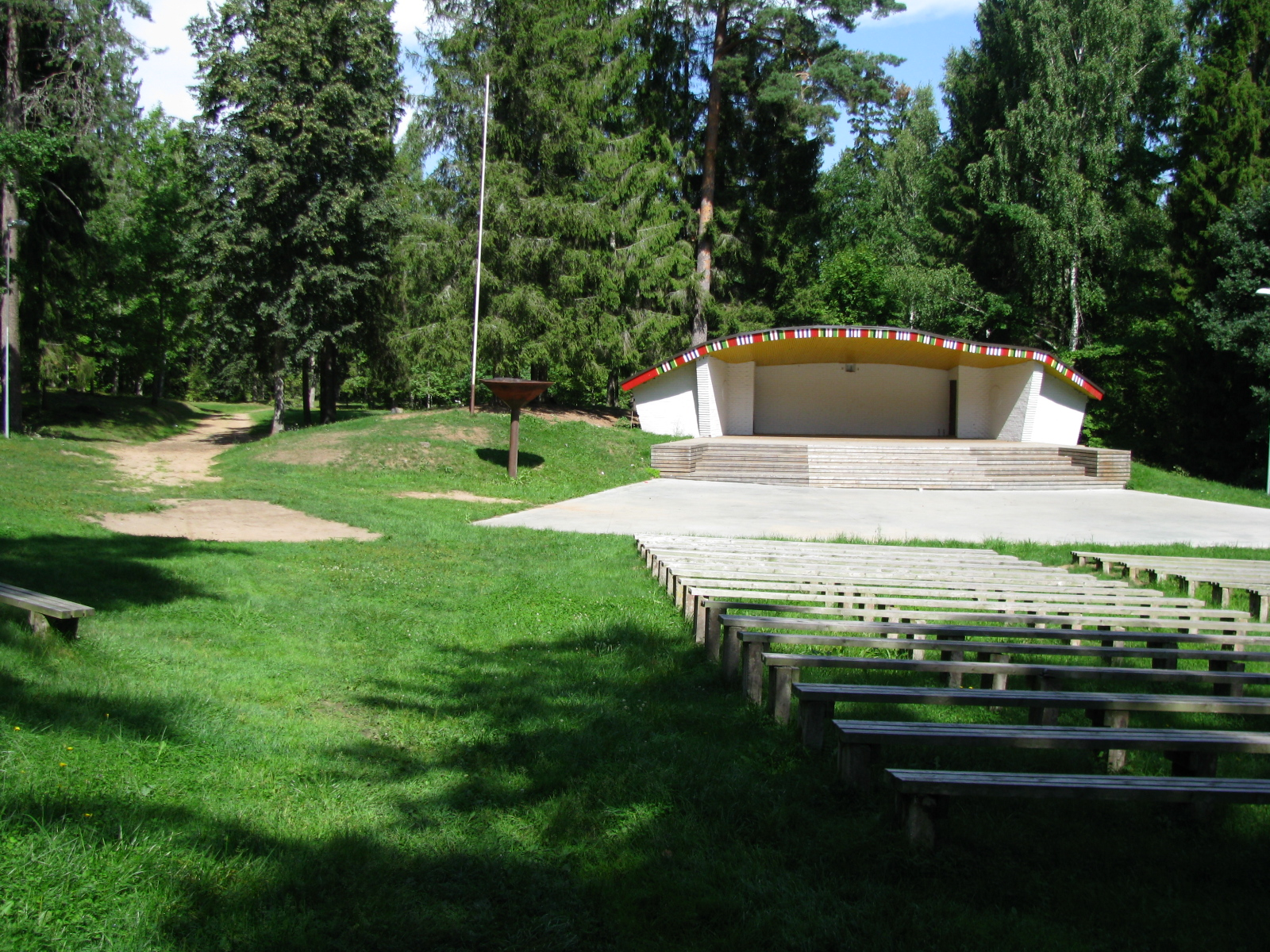
Певческая эстрада на Танцевальном холме
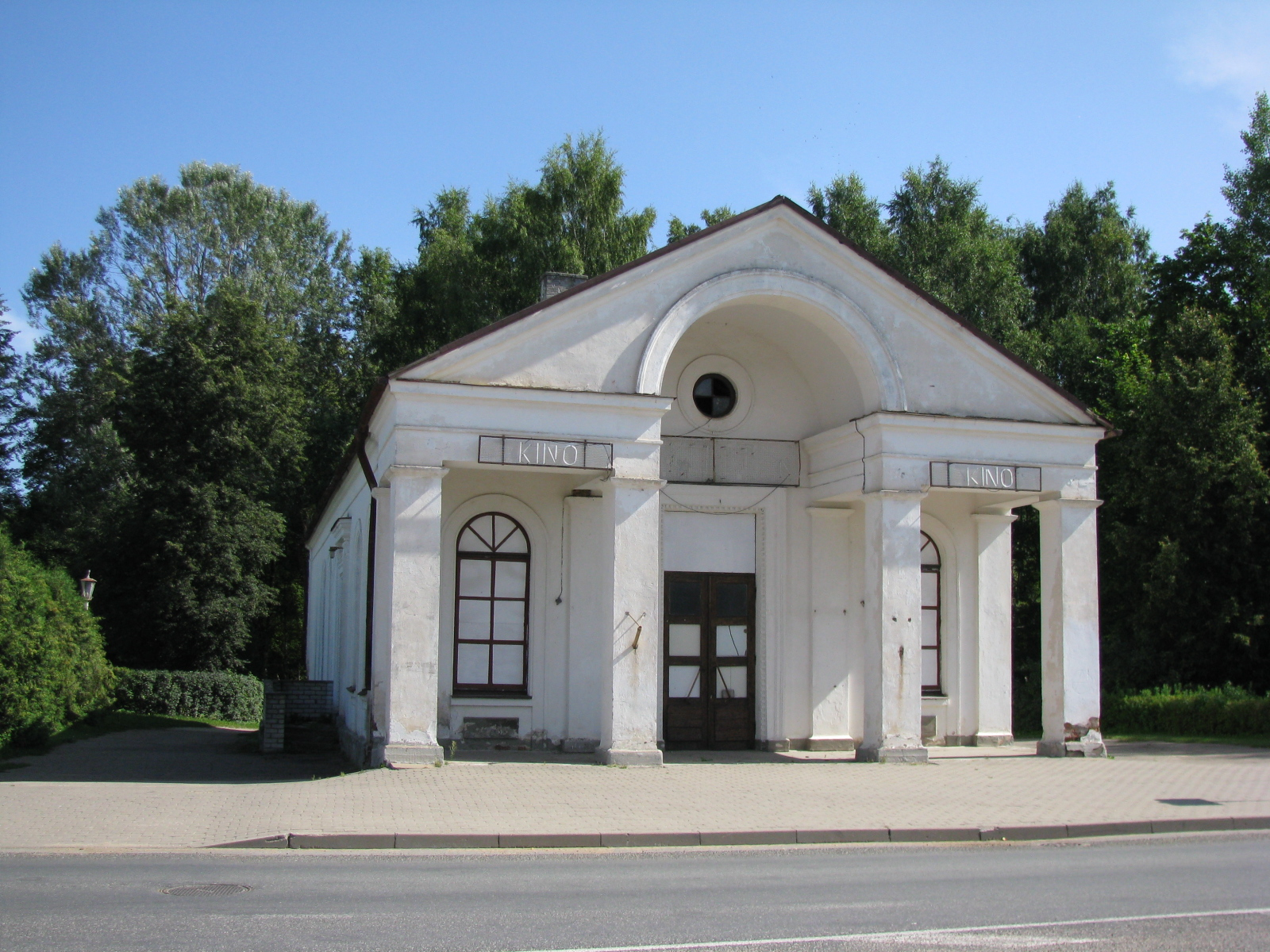
Бывший кинотеатр города
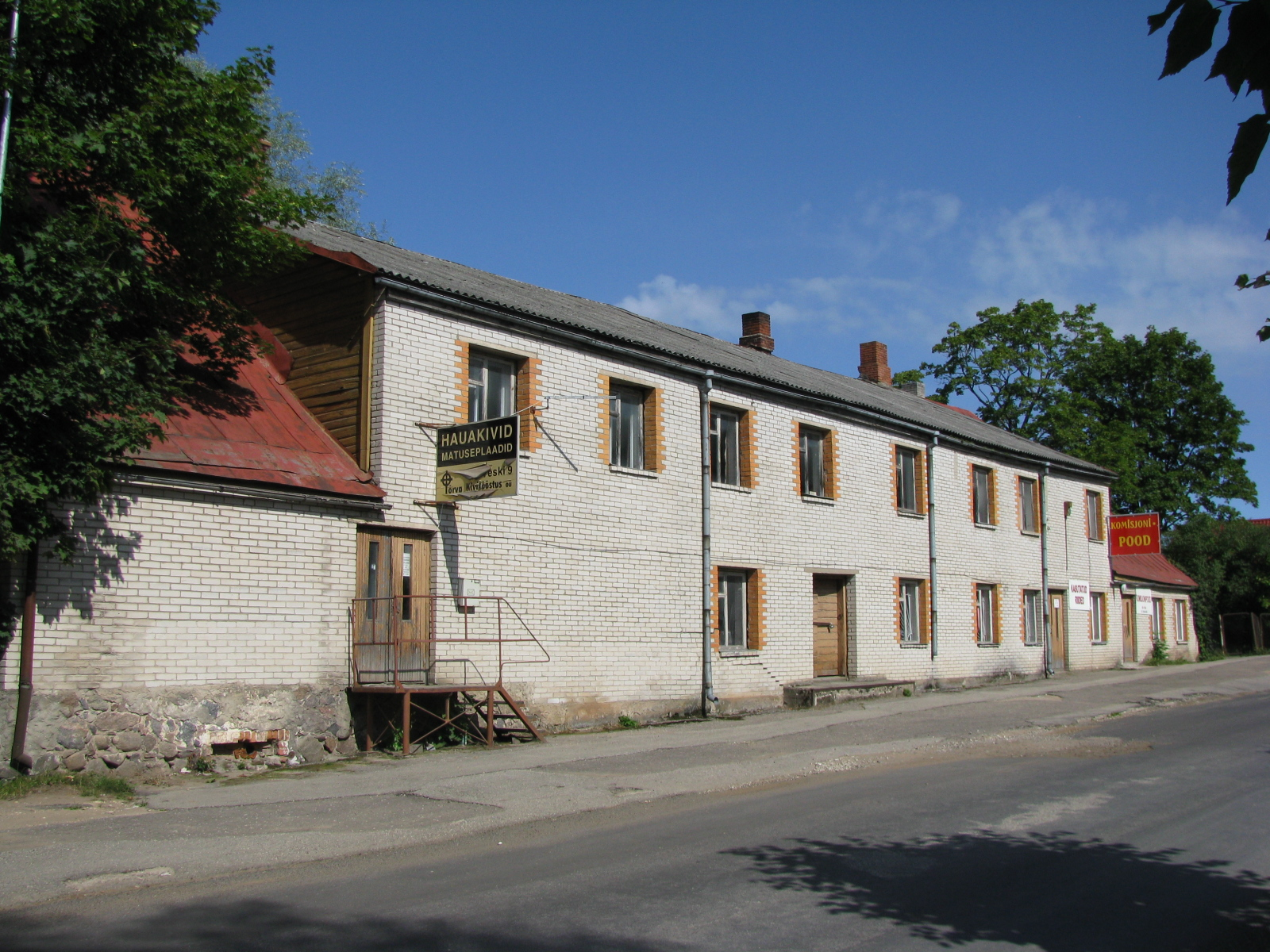
Бывшая водяная мельница
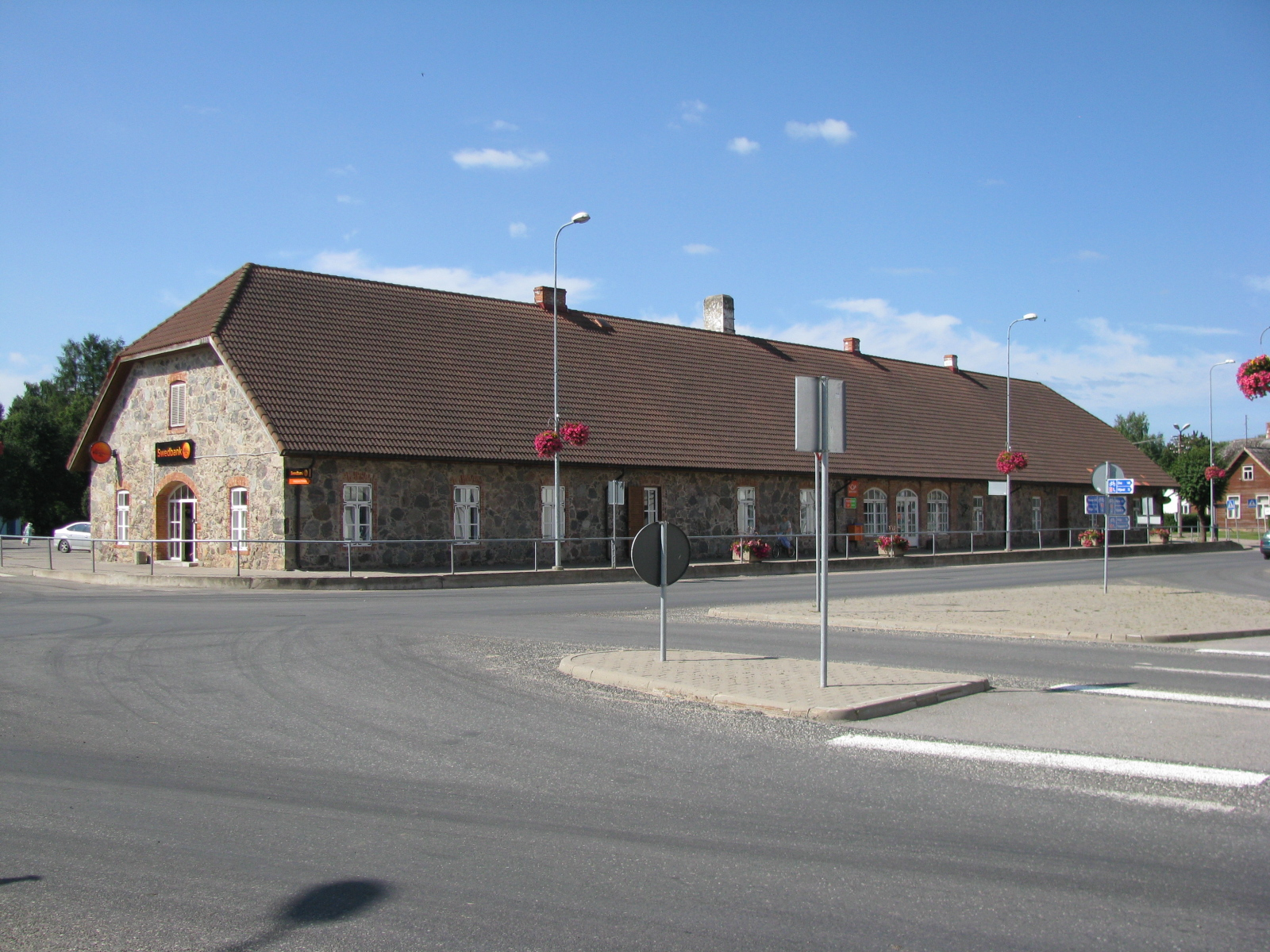
Трактир
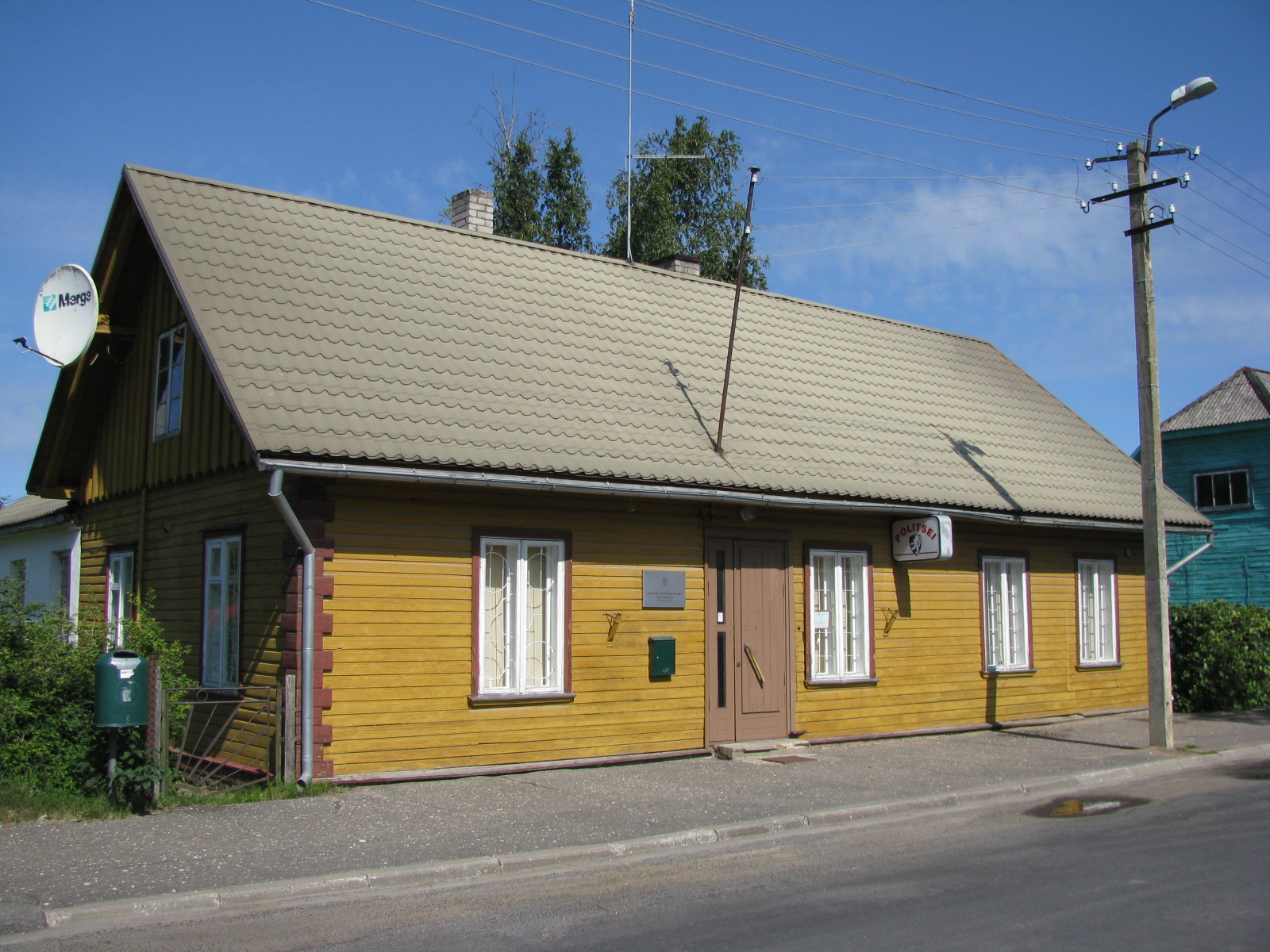
Деревянный дом на улице Вески
Памятник Эстонской освободительной войне
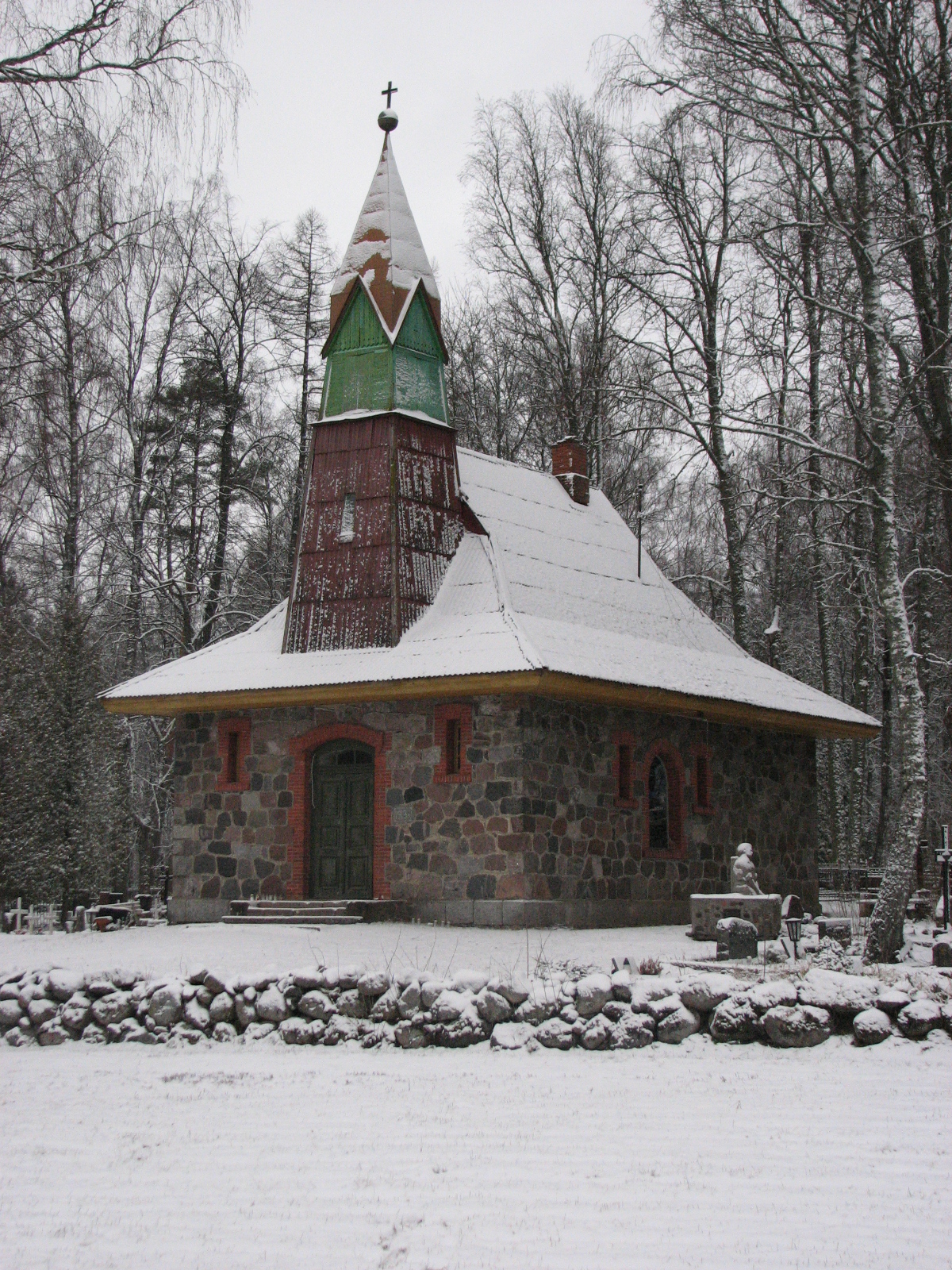
Часовня на кладбище Хелме

### Комментарии
1. ↑  Эстонские топонимы, оканчивающиеся на -а, не склоняются и не имеют женского рода (исключение — Нарва)